# Федеральна хокейна ліга
Федеральна хокейна ліга (англ. Federal Hockey League, FHL) — професійна Північноамериканська хокейна ліга нижчого рівня у якій змагаються хокейні команди Північного Сходу, Середнього Заходу США та провінції Онтаріо Канада. 

## Історія
Федеральна хокейна ліга була створена у листопаді 2010 року клубами які представляли Північний Схід, Середнього Заходу США та провінції Онтаріо (Канада). Очолив лігу Дон Кірнан. 

## Учасники ФХЛ
2017—2018
У сезоні 2017—2018 в лізі змагаються команди з штатів: Іллінойс, Мічиган, Нью-Йорк, Північна Кароліна та канадської провінції Онтаріо.
| № | Команда                                   | Учасник ФХЛ | Арена                       | Місткість | Місто                             |
| - | ----------------------------------------- | ----------- | --------------------------- | --------- | --------------------------------- |
| 1 | Кароліна Тандерберд Carolina Thunderbirds | з 2017      | «Winston-Salem Fairgrounds» | 4 000     | Вінстон-Сейлем, Північна Кароліна |
| 2 | Корнвол Нешналз Cornwall Nationals        | з 2016      | «Ed Lumley Arena»           | 5 000     | Корнвол, Онтаріо                  |
| 3 | Денвілл Дешерз Danville Dashers           | з 2011      | «David S. Palmer Arena»     | 2 350     | Денвілл, Іллінойс                 |
| 4 | Норт-Шор Найтз North Shore Knights        | з 2016      | «Kingsville Arena Complex»  |           | Кінґсвіль, Онтаріо                |
| 5 | Порт Гурон Правлерз Port Huron Prowlers   | з 2015      | «McMorran Place»            | 3 400     | Порт-Гурон, Мічиган               |
| 6 | Вотертаун Вулвз Watertown Wolves          | з 2010      | «Watertown Municipal Arena» | 2 000     | Вотертаун, Нью-Йорк               |

2016—2017
У сезоні 2016—2017 в ФХЛ змагалися 7 команд з Північного Сходу та Середнього Заходу США та провінції Онтаріо Канада. Регулярний сезон тривав з 28 жовтня 2016 року по 2 квітня 2017 року. Переможцем ФХЛ став ХК «Данвіль Дашерс» (Денвілл, Іллінойс).
| № | Команда                                                       | Учасник ФХЛ | Арена                          | Місткість | Місто                   |
| - | ------------------------------------------------------------- | ----------- | ------------------------------ | --------- | ----------------------- |
| 1 | Берлін Рівер Драйверз Berlin River Drivers                    | з 2015      | «Notre Dame Arena»             | 1 680     | Берлін, Нью-Гемпшир     |
| 2 | Вотертаун Вулвз Watertown Wolves                              | з 2010      | «Watertown Municipal Arena»    | 2 000     | Вотертаун, Нью-Йорк     |
| 3 | Денвілл Дешерз Danville Dashers                               | з 2011      | «David S. Palmer Arena»        | 2 350     | Денвілл, Іллінойс       |
| 4 | Данбері Титанз Danbury Titans                                 | з 2015      | «Danbury Ice Arena»            | 3 050     | Данбері, Коннектикут    |
| 5 | Корнвол Нешналз Cornwall Nationals                            | з 2016      | «Ed Lumley Arena»              | 5 000     | Корнвол, Онтаріо        |
| 6 | Порт Гурон Правлерз Port Huron Prowlers                       | з 2015      | «McMorran Place»               | 3 400     | Порт-Гурон, Мічиган     |
| 7 | Сет-Клер Шорс Файтінґ Сейнтс St. Clair Shores Fighting Saints | з 2016      | «St. Clair Shores Civic Arena» |           | Сент-Клер Шорс, Мічиган |

2015—2016
У сезоні 2015—2016 в лізі змагалися 6 команд з Північного Сходу та Середнього Заходу США.
| № | Команда                                    | Учасник ФХЛ | Арена                   | Місткість | Місто                |
| - | ------------------------------------------ | ----------- | ----------------------- | --------- | -------------------- |
| 1 | Берлін Рівер Драйверз Berlin River Drivers | з 2015      | «Notre Dame Arena»      | 1 680     | Берлін, Нью-Гемпшир  |
| 2 | Данбері Титанз Danbury Titans              | з 2015      | «Danbury Ice Arena»     | 3 050     | Данбері, Коннектикут |
| 3 | Дейтон Демолішн Dayton Demolition          | з 2014      | «Hara Arena»            | 5 500     | Дейтон, Огайо        |
| 4 | Денвілл Дешерз Danville Dashers            | з 2011      | «David S. Palmer Arena» | 2 350     | Денвілл, Іллінойс    |
| 5 | Брюстер Буллдоґз Brewster Bulldogs         | з 2015      | «Brewster Ice Arena»    | 1 000     | Брюстер, Нью-Йорк    |
| 6 | Порт Гурон Правлерз Port Huron Prowlers    | з 2015      | «McMorran Place»        | 3 400     | Порт-Гурон, Мічиган  |

## Переможці ФХЛ
| Сезон     | Переможець                                     | Фіналіст плей-офф                                |
| --------- | ---------------------------------------------- | ------------------------------------------------ |
| 2010—2011 | ХК «Аквесасне Ворріорс» (Аквесасне, Квебек)    | ХК «Нью-Йорк Авіаторз» (Бруклін, Нью-Йорк)       |
| 2011—2012 | ХК «Нью-Джерсі Автлоз» (Вейн, Нью-Джерсі)      | ХК «Данбері Вейлерз» (Данбері, Коннектикут)      |
| 2012—2013 | ХК «Данбері Вейлерз» (Данбері, Коннектикут)    | ХК «Дейтон Демонз» (Дейтон, Огайо)               |
| 2013—2014 | ХК «Дейтон Демонз» (Дейтон, Огайо)             | ХК «Данбері Вейлерз» (Данбері, Коннектикут)      |
| 2014—2015 | ХК «Вотертаун Вулвз» (Вотертаун, Нью-Йорк)     | ХК «Данвіль Дашерз» (Денвілл, Іллінойс)          |
| 2015—2016 | ХК «Порт Гурон Правлерз» (Порт-Гурон, Мічиган) | ХК «Данбері Титанс» (Данбері, Коннектикут)       |
| 2016—2017 | ХК «Данвіль Дашерз» (Денвілл, Іллінойс)        | ХК «Берлін Рівер Драйверз» (Берлін, Нью-Гемпшир) |